# Podbořany
Město Podbořany (německy Podersam) se nachází v severozápadních Čechách, 14 kilometrů jihozápadně od Žatce v okrese Louny v Ústeckém kraji. Žije v něm přibližně 6 300 obyvatel.

## Název
Název původní vesnice znamenal ves podbořanů (lidí, kteří žijí pod borovým lesem). V historických pramenech se vyskytuje ve tvarech Podwarzen (1369), Podworzan (1405), Podbořany (1436), Na Podbořanech (1615), Podersam nebo Podboržany, Podworžan, Podhoržany (1787) a Podersam, Podhořan nebo Podhořany (1846).

## Historie
Nejstarší prokazatelné osídlení Podbořanska je datováno do neolitu. Na blízkém vrchu Rubín se údajně nacházelo bájné slovanské hradiště Wogastisburg, u nějž se roku 631 nebo 632 odehrála bitva mezi Sámovou říší a králem Dagobertem.[zdroj?]
První písemná zmínka o obci pochází z roku 1362. Dne 11. listopadu 1575 obdržely Podbořany městská práva.
V zahradě komunistického spolkového domu byl v roce 1928 odhalen první pomník Vladimira Iljiče Lenina mimo Sovětský svaz a jediný v tehdejším Československu. Jeho autorem byl Václav Fürst. Na základě úředního rozhodnutí z roku 1931 byl odstraněn. Jako připomínka tohoto pomníku byl v Podbořanech vybudován památník, který byl památkově chráněn od roku 1958 do roku 1993 a následně přeměněn v památník Města Podbořany. Při rekonstrukci přilehlé křižovatky v roce 2007 byl památník kompletně demontován a dnes se na jeho místě nachází malý parčík.
V letech 1938 až 1945 byly Podbořany (v důsledku uzavření Mnichovské dohody) přičleněny k nacistickému Německu.
Do roku 1960 byly sídlem okresu v Karlovarském kraji. V té době to byl rozlohou největší okres ČSR. V roce 1960 byl okres Podbořany zrušen, převážná část obcí se stala součástí okresu Louny, další obce byly začleněny do okresů Chomutov, Karlovy Vary, Rakovník a Plzeň-sever.

## Přírodní poměry
Podbořany stojí na jižním okraji Mostecké pánve na soutoku Doláneckého a Kyselého potoka, které patří k povodí povodí Ohře. Do katastrálního území města na západě zasahují východní výběžky Doupovských hor, konkrétně jejich geomorfologický okrsek Rohozecká vrchovina. Samotné město se nachází v geomorfologickém podcelku Žatecká pánev a vede jím hranice mezi okrsky Pětipeská kotlina a Čeradická plošina. Do nejjižnější části území jižně od Valova zasahuje také Rakovnická pahorkatina.

## Obyvatelstvo
Při sčítání lidu v roce 1921 zde žilo 3 342 obyvatel (z toho 1 594 mužů), z nichž bylo 457 Čechoslováků, 2 798 Němců, 35 Židů, jeden příslušník jiné národnosti a 51 cizinců. Kromě 76 evangelíků, 121 židů a sta lidí bez vyznání se hlásili k římskokatolické církvi. Podle sčítání lidu z roku 1930 mělo město 3 730 obyvatel: 690 Čechoslováků, 2 974 Němců, patnáct Židů, dva příslušníci jiné národnosti a 49 cizinců. Stále převládali římští katolíci, ale žilo zde také devadesát evangelíků, třicet členů církve československé, 108 židů a 146 lidí bez vyznání.
| Město Podbořany                                                           |       |       |       |       |       |       |       |       |       |       |       |       |       |       |
|                                                                           | 1869  | 1880  | 1890  | 1900  | 1910  | 1921  | 1930  | 1950  | 1961  | 1970  | 1980  | 1991  | 2001  | 2011  |
| Obyvatelé                                                                 | 5 221 | 6 270 | 6 597 | 7 345 | 7 846 | 7 641 | 8 289 | 5 792 | 5 851 | 5 723 | 5 917 | 5 913 | 6 112 | 6 453 |
| Místní část Podbořany                                                     |       |       |       |       |       |       |       |       |       |       |       |       |       |       |
| Obyvatelé                                                                 | 1 649 | 2 349 | 2 533 | 3 068 | 3 405 | 3 342 | 3 730 | 3 600 | 3 638 | 3 815 | 4 429 | 4 683 | 4 909 | 5 117 |
| Domy                                                                      | 186   | 231   | 261   | 330   | 386   | 422   | 554   | 617   | 699   | 585   | 566   | 629   | 659   | 757   |
| Data z roku 1961 zahrnují i domy z místních částí Hlubany, Letov a Valov. |       |       |       |       |       |       |       |       |       |       |       |       |       |       |

### Židovská komunita
Počátky židovského osídlení Podbořan se datují k druhé polovině 18. století. Početnější komunita však byla ve městě až v druhé polovině následujícího století, kdy i dosáhla svého vrcholu (v roce 1880 zde žilo 232 židů). V letech 1873 až 1874 byla v Podbořanech postavena novorománská synagoga v dnešní ulici Antonína Dvořáka. V roce 1938 bylo její vybavení zničeno nacisty a v roce 1948 byly dvě třetiny budovy zbourány a na jejich místě vyrostly garáže. Zbytek byl zakomponován do sousedního obytného domu čp. 201, dříve obecního domu s židovskou školou a bytem rabína. Do dnešní doby se naopak dochoval židovský hřbitov z roku 1889, který se nachází asi dva kilometry jihovýchodně od Podbořan. Hřbitov byl těžce poničen nacisty, kteří odvezli většinu náhrobků – dochovalo se jich pouze šest.

## Místní části
- Podbořany
- Buškovice
- Dolánky
- Hlubany
- Kaštice
- Kněžice
- Letov
- Mory
- Neprobylice
- Oploty
- Pšov
- Sýrovice
- Valov

## Doprava
Ve městě se kříží tři silnice II. třídy: silnice II/221, silnice II/224 a silnice II/226. Městem vede železniční trať Plzeň–Žatec, u které zde stojí stanice Podbořany.

## Školství
Ve městě se nachází dvě mateřské školy, dvě základní školy a jedna základní umělecká škola. Střední školy jsou zastoupeny gymnáziem a střední odbornou školou.

## Pamětihodnosti

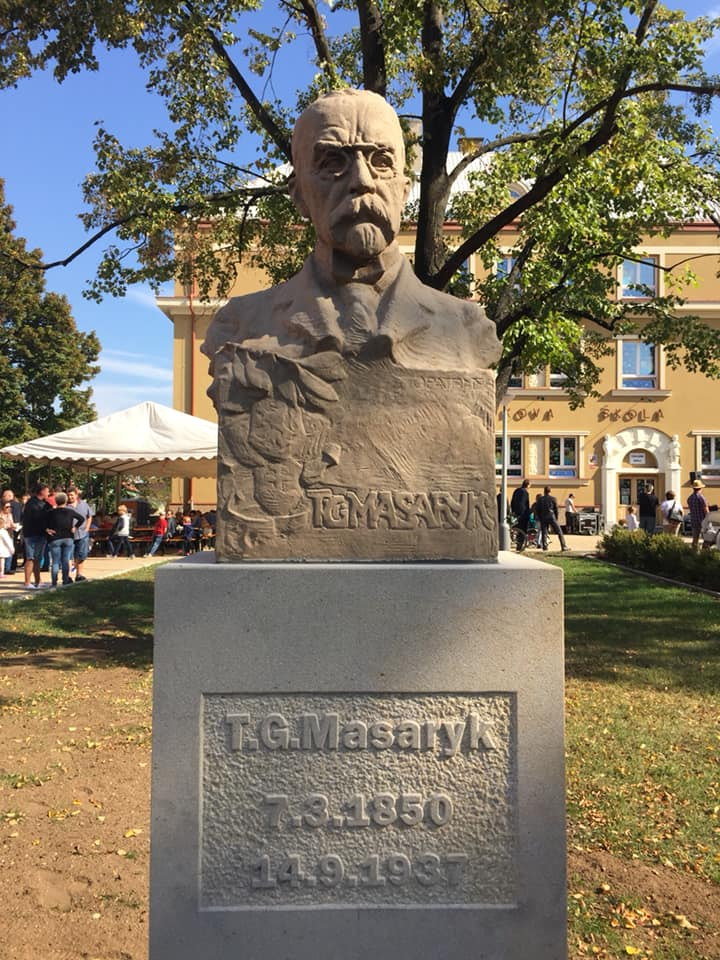
Busta Tomáše Garrigue Masaryka před stejnojmennou základní školou

- Pseudorománský kostel Božího Spasitele z let 1901–1902 v Husově ulici
- Barokní kostel svatého Petra a Pavla z roku 1781 v ulici Na Kopci
- Sloup se sousoším Nejsvětější Trojice u kostela svatého Petra a Pavla
- Boží muka
- Radnice čp. 1 v Dukelské ulici
- Městský dům čp. 45 (knihovna)
- Dům čp. 46 mezi ulicemi Dukelská a Revoluční (bývalý soud
- Dům čp. 108 v ulici Na Kopci (fara)[18]
- Dělnický dům
- Hřbitov – mj. památník padlým vojákům, volyňským Čechům z Novokrajeva (1938–1945)[19]
- Židovský hřbitov
- Muzeum Podbořany

### Zaniklé památky
- Pomník V. I. Lenina (na jeho místě je nyní malý parčík)
- Pomník se sochou T. G. Masaryka (před stejnojmennou ZŠ, zničen roku 1953. Dne 28. září 2018 byla socha nahrazena bustou T. G. Masaryka.)
- Pomník se sochou Hanse Kudlicha (Masarykovo náměstí, zrušen roku 1945)

### Historické podzemí Podbořan
Pod centrem města Podbořany se nachází stovky metrů podzemních chodeb z let 1820–1880. Chodby jsou pozůstatkem těžby arkózového kaolinového pískovce v 19. století. Chodeb je pod Podbořany celkem třináct. V roce 2001 byl proveden jejich průzkum a na podzim téhož roku bylo zastupitelstvem města Podbořany rozhodnuto, že podzemí bude kompletně zasypáno.

## Školy
- 1. Základní škola Podbořany
- Základní škola T. G. Masaryka
- Gymnázium Podbořany
- SOŠ a SOU Podbořany
- Základní umělecká škola Podbořany

## Osobnosti
- Joachim Anton Cron (1751–1826), teolog, hudební skladatel
- Theodor Hassmann (1825–1894), politik
- Václav Fürst (1873–1940), český keramik a kamnář
- Max Glaser (1875–1954), spisovatel
- Eugen Leo Lederer (1884–1947), německý chemik
- Josef Ignác Langenauer (1886–1944), německý varhanář[20]
- Jiří Rébl-Volyňský (1900–1990), spisovatel, básník a publicista
- Gerhard Schindler (1910–1975), meteorolog
- Radomil Eliška (1931–2019), dirigent
- Stanislav Štech (* 1954), profesor psychologie, ministr školství
- Jan Pelc (* 1957), spisovatel
- Marcela Březinová (* 1960), zpěvačka, textařka, učitelka
- Kamil Ausbuher (* 1975), bývalý reprezentant ČR v cyklokrosu
- Filip Štojdl (* 1975), duchovní a biskup Církve československé husitské

## Partnerská města
- Ehrenfriedersdorf, Německo
- Russi, Itálie

## Galerie

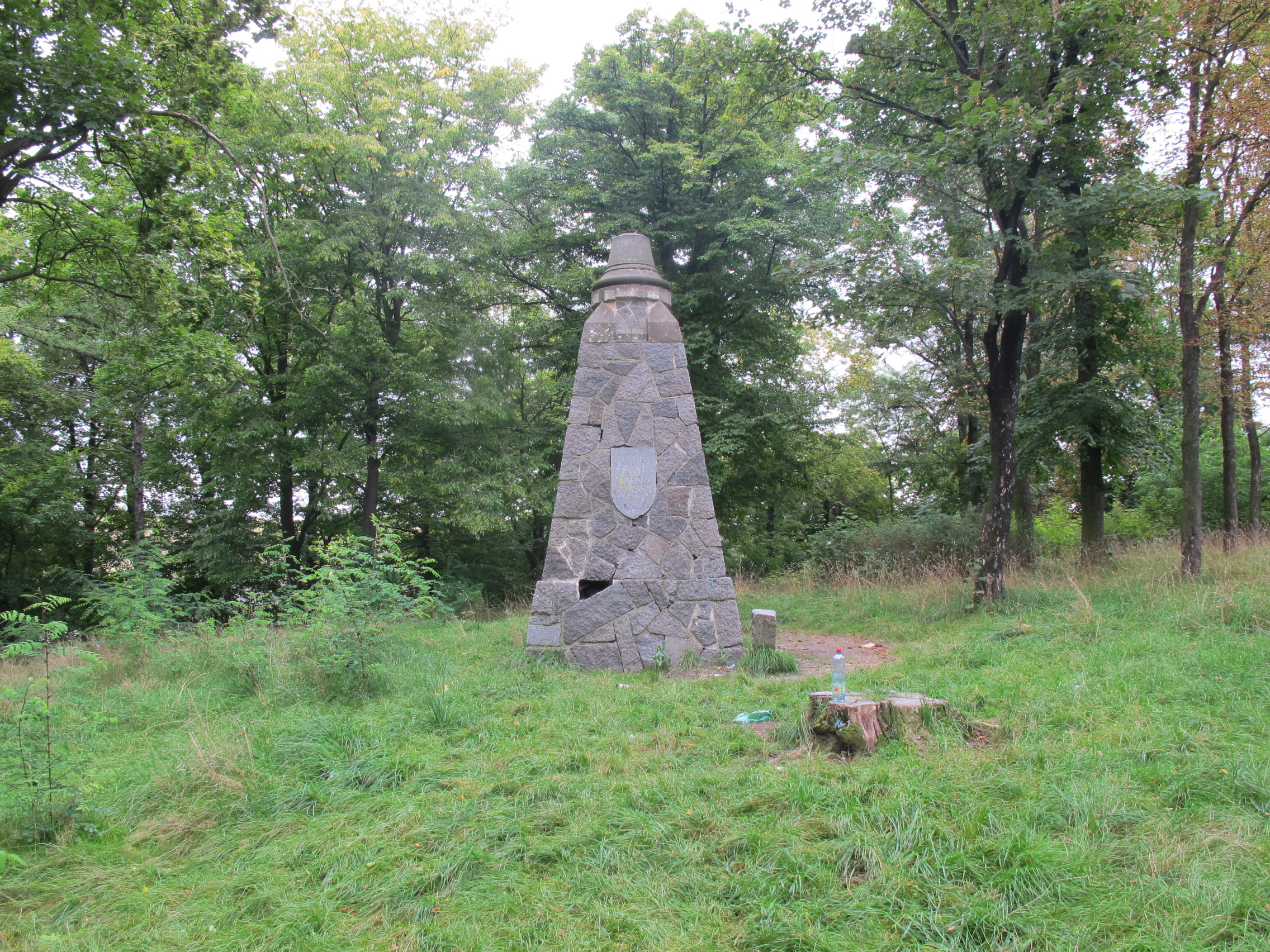
Schillerův památník v parku
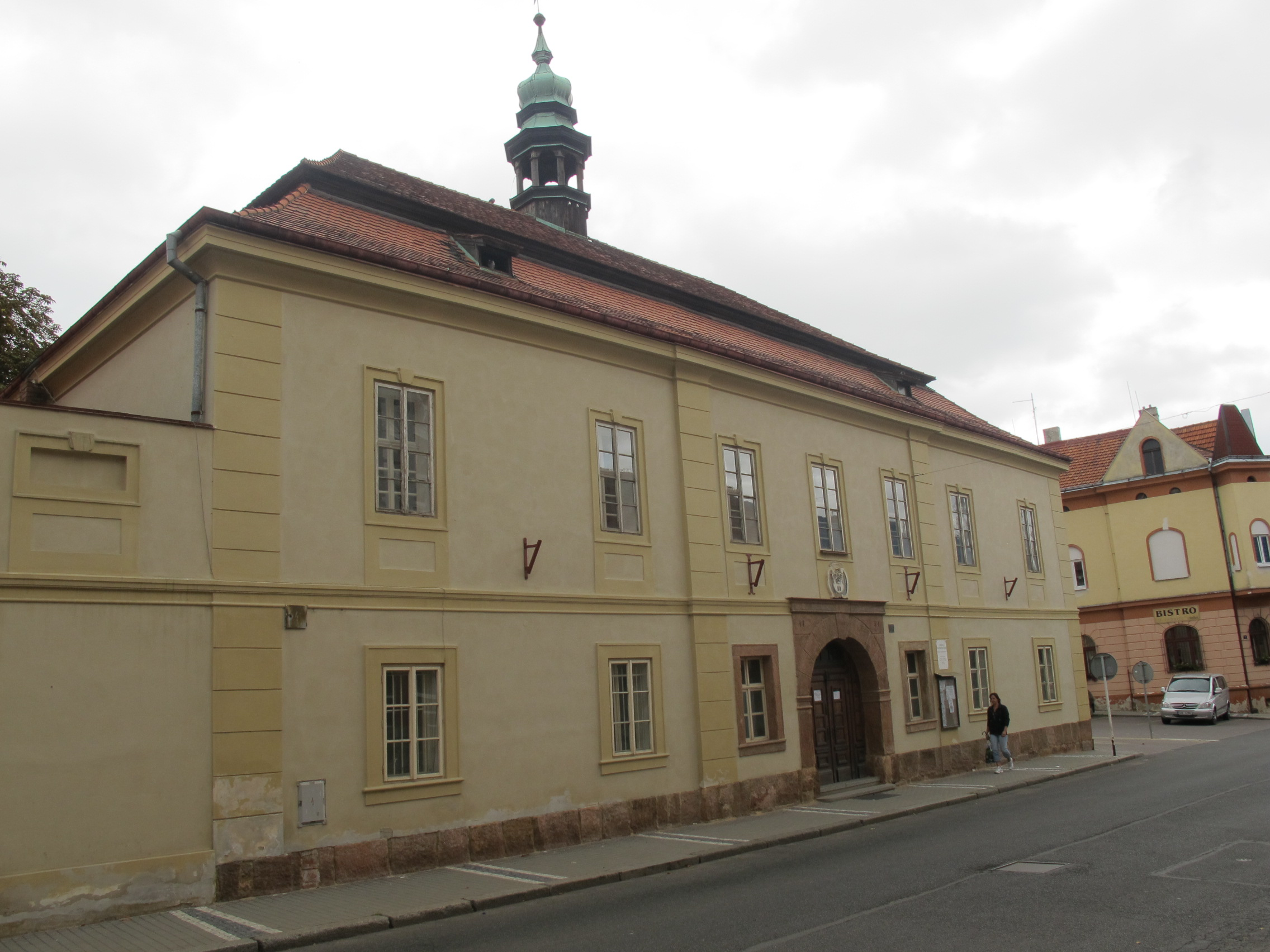
Bývalá radnice
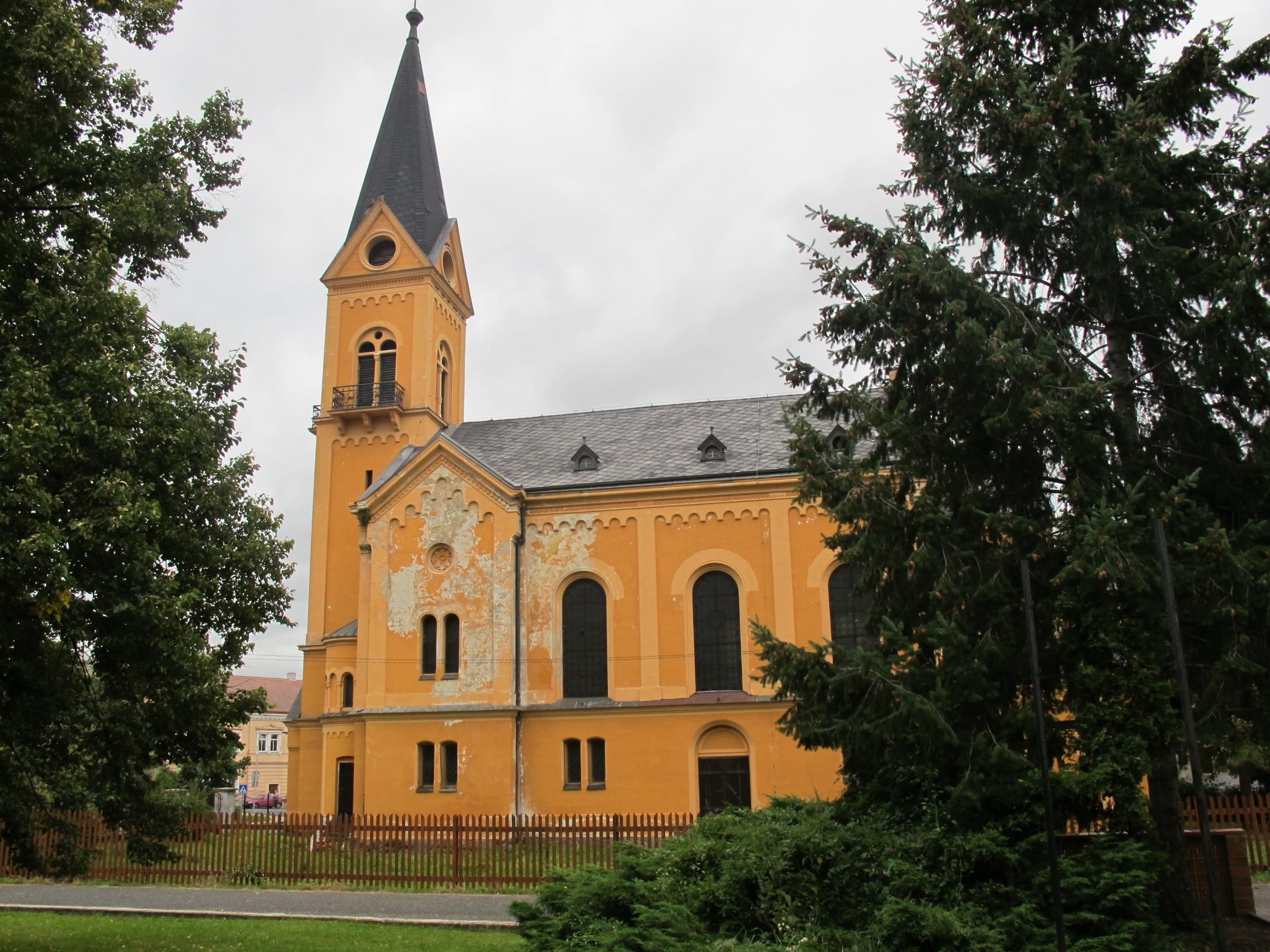
Kostel Československé církve husitské
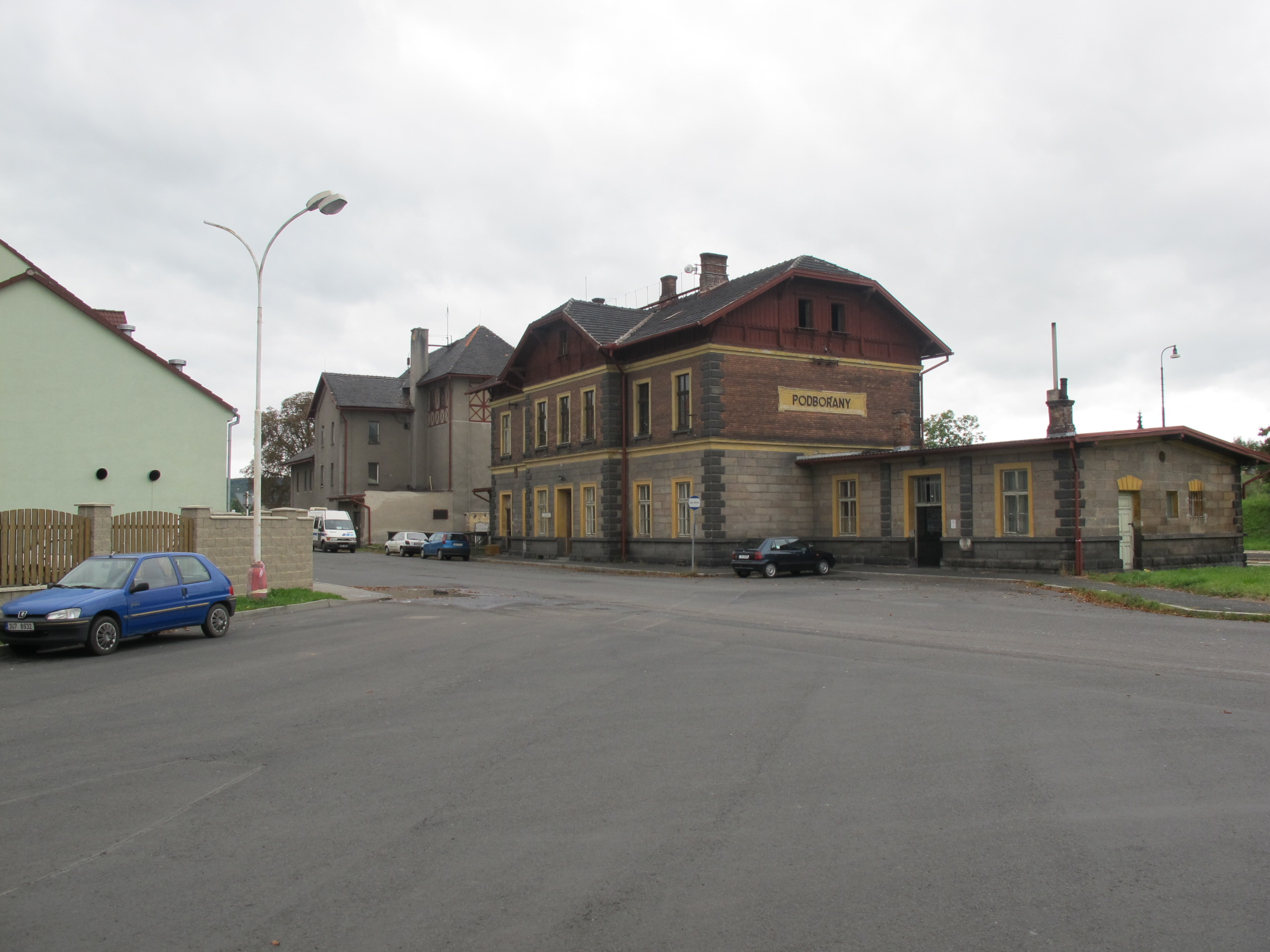
Nádraží